# Ginza keshō
Ginza keshō (銀座化粧, lit. "Maquiagem Ginza") (prt: Os Cosméticos de Ginza) é um filme de drama japonês de 1951 dirigido por Mikio Naruse. É baseado em um romance de Tomoichirō Inoue.

## Sinopse
Ginza keshō conta a história da recepcionista Yukiko, mãe solteira de um menino, no animado bairro de Ginza, em Tóquio.

## Elenco
- Kinuyo Tanaka como Yukiko Tsuji
- Ranko Hanai como Shizue Sayama
- Kyōko Kagawa como Kyōko

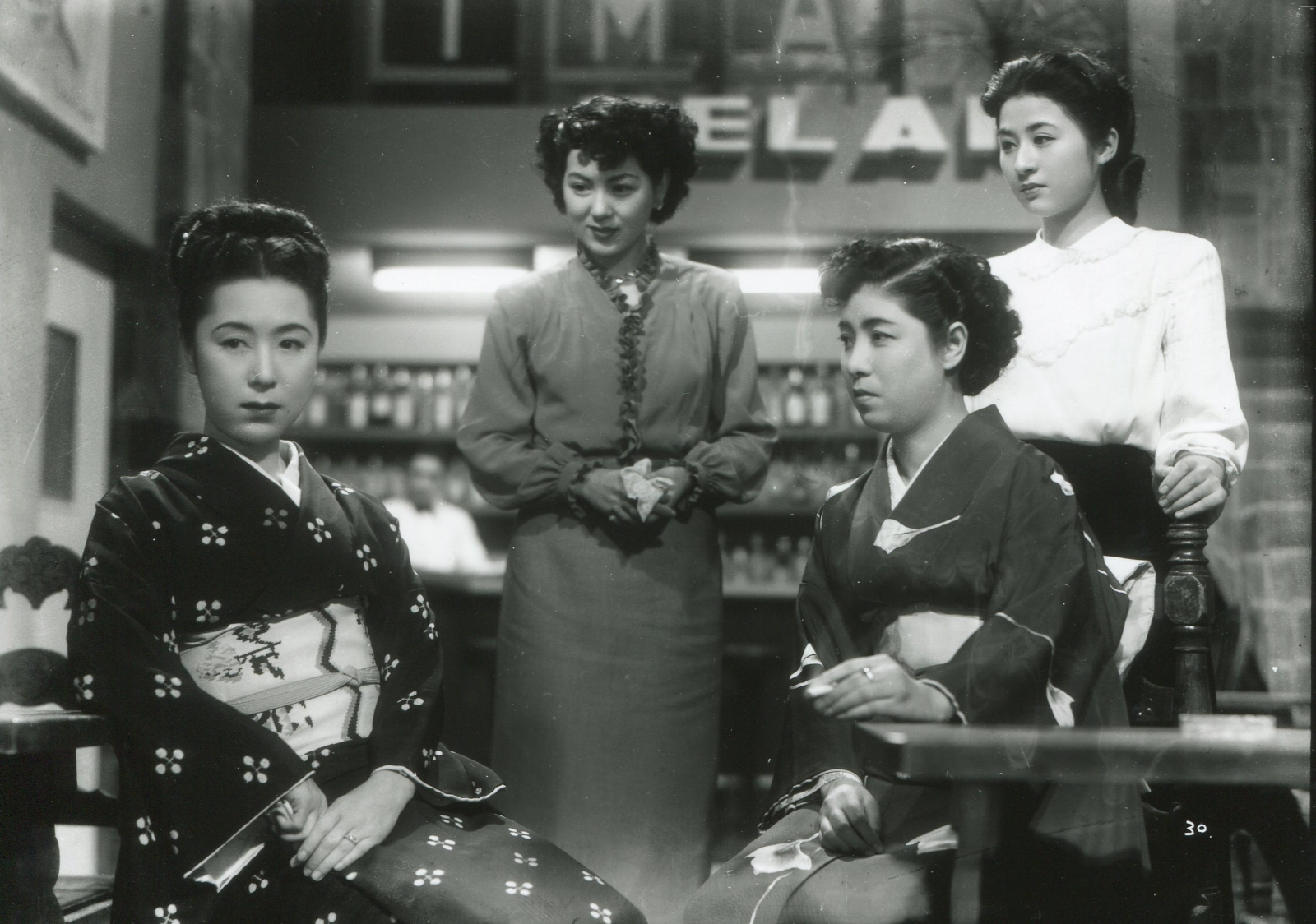
As atrizes (da esquerda a direita) Kinuyo Tanaka, Kyōko Akemi, Kikuko Hanaoka e Kyōko Kagawa em cena do filme

- Eijiro Yanagi como Seikichi Kineya
- Eijirō Tono como Hyōbei Sugano
- Yoshihiro Nishikubo como Haruo